# Stanisław Benzelstierna d'Engeström
Gustaw Stanisław Benzelstierna Engeström (ur. 28 lipca 1791 w Warszawie, zm. 14 października 1850) – szwedzki wojskowy i dworzanin.

## Życiorys
Był synem Larsa von d'Engeströma i jego żony Rosalie Drya-Chłapowskiej. Rozpoczął służbę jako kornet w Straży Ratunkowej na koniu w 1808 roku, a w następnym roku (1809) został mianowany porucznikiem tego samego pułku. W 1810 roku został mianowany szambelanem na dworze H.M. Kounungena. W 1812 roku został jeźdźcem w wojsku, a później jeźdźcem sztabowym. W 1813 roku Stanisław uczestniczył w bitwie pod Lipskiem jako adiutant pruskiego feldmarszałka von Blüchera, a później został odznaczony pruskim Pour le Mérite za zasługi w bitwie. W tym samym roku został również odznaczony szwedzkim Orderem Miecza i Za Męstwo w Polu w złocie.
W 1814 roku został najpierw majorem w Smålands dragonregemente, a później adiutantem brygady i majorem w Life Regiment Brigade. W 1816 roku wstąpił do Sztabu Generalnego. Został zwolniony w 1817 roku, a następnie wstąpił do służby pruskiej, później rosyjskiej. W chwili śmierci był generałem majorem.